# Abacoproeces molestus
Abacoproeces molestus — вид павуків родини лініфіїд (Linyphiidae).

## Поширення
Ендемік Австрії. Виявлений у сухих долинах на півночі Тіролі.

## Опис
Самиця завдовжки до 1,8 мм, самець — 1,5 мм. Просома коричнева, з чорнуватим візерунком. Грудина чорнувата. Хеліцери чорнуваті. Ноги червонувато-коричневі. Апофіз гомілки довгий і прямий.